# Carola-medaille
De Carola-medaille werd op 17 september 1892 door koning Albert van Saksen ingesteld. De aanleiding was het 25-jarig bestaan van de Albertvereniging.
De gouden, zilveren en bronzen medailles werden op voordracht van zijn echtgenote, Koningin Carola van Wasa-Holstein-Gottorp aan verdienstelijke leden van die vereniging toegekend. Ook anderen die zich in oorlogs- of vredestijd verdienstelijk hadden gemaakt in de hulpvaardige naastenliefde (Duits: hilfreichen Nächstenliebe) kwamen voor de medailles in aanmerking.
De gedecoreerde met de gouden en zilveren medaille ontving een decreet waarin de toekenning werd vastgelegd, de dragers van de bronzen medaille ontvingen een afschrift van de akte van toekenning. Vanaf 15 september 1915 kreeg ook de drager van de zilveren medaille nog slechts een kopie van de akte van schenking.
Het eerste type 
Het eerste type werd van 1892 tot 1915 uitgereikt. Er zijn ongeveer 46 gouden medailles, 1000 zilveren medailles en 1000 bronzen medailles verleend. De medaille is rond en op de voorzijde is een naar rechts gewend portret van de met een diadeem gekroonde koningin afgebeeld met het omschrift "CAROLA KOENIGIN VON SACHSEN ". 
Op de keerzijde staan twee wijnruittakken, de wijnruit is het symbool van het Koninklijk Huis Wettin dat over Saksen regeerde, en de opdracht "GESTIFTET ZUM 25 JÄHRIGEN BESTEHEN DES ALBERT – VEREINS IN SACHSEN 1867-1892 FÜR HILFREICHE NÄCHSTENLIEBE". De diameter is 27,9 millimeter.
Het tweede type
Op 26 februari 1915 werd de keerzijde van de medaille veranderd. De medaille is rond en op de voorzijde is wederom een naar rechts gewend portret van de met een diadeem gekroonde koningin afgebeeld met het omschrift "CAROLA KOENIGIN VON SACHSEN ".  Op de keerzijde staat "GESTIFTET FÜR HILFREICHE NÄCHSTENLIEBE" binnen een krans van wijnruit. Voor het tweede type was voor het eerst ook in een gesp op het lint voorzien. Die gesp werd toegekend in het metaal van de medaille.  Er waren verschillende gespen voor vrouwen en mannen. De gesp op het lint van de Carola-Medaille werd altijd  toegekend in het metaal van de medaille. De gespen voor mannen zijn dezelfde als de gespen van de Friedrich August Medaille. De Albertvereniging verleende na 1915 ongeveer 6 gouden medailles en 300 zilveren medailles.  Het aantal uitgereikte bronzen medailles is ongewis; er zijn volgens sommige bronnen 860 bronzen medailles uitgereikt, in het Brakteatenbuch staan niet meer dan 564 dragers van bronzen medailles vermeld. Dit tweede type werd van 1915 tot 1925 uitgereikt. De diameter is 27,95 millimeter.
Beide typen dragen de signatuur op de hals van het portret de initialen "M.B." van de medaillesnijder Max Barduleck.
Men droeg de medaille aan een geel lint met een zwart en blauwe bies op de linkerborst. Dames droegen de medaille aan een strik op de linkerschouder.
De gespen voor dames
Deze gespen zijn sierlijk gevormd in de vorm van een eikenblad met twee eikeltjes. Aan de achterzijde zijn twee scherpe krammen aangebracht die door het lint worden gestoken en dan worden omgebogen. De gesp is bij de gouden medailles hol en van vergulde tombak.  Bij de zilveren medailles is de eveneens holle gesp van hotelzilver ofwel alpaca.
De gespen voor heren
Deze gespen zijn dezelfde als die van de Saksische Friedrich-August-Medaille. Ze zijn langwerpig maar iets ovaal en versierd met een rand in de jugendstil.

## Uitvoeringen van de medaille
Er zijn tien uitvoeringen van deze medaille bekend.
- Gouden Medaille (1892-1915)
- Zilveren Medaille
- Bronzen Medaille (geoxideerd brons)
- Gouden Medaille zonder jaartallen op de keerzijde (1915-1925)
- Gouden Medaille zonder jaartallen met op het lint een gesp met de tekst "WELTKRIEG 1914-1916", uitgereikt tussen 1915 en 1925 in goud of vergulde tombak (voor heren)
- Gouden Medaille zonder jaartallen met op het lint een eikenblad met de tekst "WELTKRIEG 1914-1916" aan een strik in goud of vergulde tombak (voor dames)
- Zilveren Carola-medaille (1915-1925)
- Zilveren Medaille met op het lint een gesp met de tekst "WELTKRIEG 1914-1916". Een medaille van verzilverde argentan voor heren
- Zilveren Medaille met op het lint een eikenblad met de tekst "WELTKRIEG 1914-1916" van verzilverde argentan aan een strik (voor dames)
- Bronzen medaille